# Горбенко Володимир Терентійович
Володимир Терентійович Горбенко (нар. 5 жовтня 1971, м. Київ) — український військовик, полковник.
Заступник голови СБУ (з 8 листопада 2019 року по 19 липня 2022 року)

## Життєпис
У 1993 році закінчив Київське вище зенітне ракетне інженерне училище (спеціальність «Радіотехнічні засоби»). У 2001 році здобув другу вищу освіту у Київському національному економічному університеті (спеціальність «Міжнародна економіка»).
З 1994 року по 2012 рік проходив військову службу в органах СБУ у підрозділах по боротьбі з корупцією та організованою злочинністю. У 2012 році був звільнений з СБУ та працював радником з питань безпеки ТОВ «Вайт Хауз Менеджмент»; начальником Департаменту безпеки, в.о. Директора з безпеки ПАТ «Укрзалізниця», членом наглядової ради Приватного акціонерного товариства «Гніванський завод спецзалізобетону».
Влітку 2019 року поновлений на військовій службі в СБУ на посаді заступника начальника Головного управління по боротьбі з корупцією та організованою злочинністю СБУ. Розглядався як кандидат на посаду начальника Головного управління СБУ в м. Києві та Київській області.
У листопаді 2019 року призначений на посаду заступника голови СБУ.
Нагороджений орденом Данила Галицького (2012) і має низку відомчих нагород та заохочень.
19 липня Указом Президента звільнений з посади заступника голови СБУ.